# Marc-Antoine Beldent
Marc-Antoine Beldent est un ingénieur du son français.

## Filmographie (sélection)
- 1988 : L'Union sacrée d'Alexandre Arcady
- 1989 : Présumé dangereux de Georges Lautner
- 1991 : Sale comme un ange de Catherine Breillat
- 1992 : Hexagone de Malik Chibane
- 1992 : Olivier, Olivier d'Agnieszka Holland
- 1993 : Macho (Huevos de oro) de Bigas Luna
- 1995 : Douce France de Malik Chibane
- 1996 : Les Voleurs d'André Téchiné
- 1998 : La Mort du Chinois de Jean-Louis Benoît
- 1999 : Le Sourire du clown d'Éric Besnard
- 1999 : L'Extraterrestre de Didier Bourdon
- 1999 : Jeanne d'Arc de Luc Besson
- 1999 : Marie-Line de Mehdi Charef
- 2001 : À la folie... pas du tout de Lætitia Colombani
- 2001 : Sur mes lèvres de Jacques Audiard
- 2001 : Le Petit Poucet d'Olivier Dahan
- 2002 : Laisse tes mains sur mes hanches de Chantal Lauby
- 2002 : Le Pacte du silence de Graham Guit
- 2002 : Ah ! si j'étais riche de Gérard Bitton et Michel Munz
- 2003 : Double Zéro de Gérard Pirès
- 2003 : Podium de Yann Moix
- 2004 : Mon Ange de Serge Frydman
- 2004 : Bandidas de Joachim Rønning et Espen Sandberg
- 2004 : Narco de Tristan Aurouet et Gilles Lellouche
- 2004 : Akoibon d'Édouard Baer
- 2005 : Le Cactus de Gérard Bitton et Michel Munz
- 2006 : Poltergay d'Éric Lavaine
- 2008 : Cyprien de David Charhon
- 2008 : Erreur de la banque en votre faveur de Gérard Bitton et Michel Munz
- 2008 : Cash d'Éric Besnard
- 2009 : L'amour c'est mieux à deux de Dominique Farrugia et Arnaud Lemort
- 2009 : 600 kilos d'or pur d'Éric Besnard
- 2010 : Le Marquis de Dominique Farrugia
- 2011 : On ne choisit pas sa famille de Christian Clavier
- 2012 : Mes héros d'Éric Besnard
- 2012 : Amitiés sincères de Stéphan Archinard et François Prévôt-Leygonie
- 2013 : Les Garçons et Guillaume, à table ! de Guillaume Gallienne
- 2013 : Jamais le premier soir de Mélissa Drigeard
- 2014 : Les Souvenirs de Jean-Paul Rouve
- 2015 : Tout schuss de Stéphan Archinard et François Prévôt-Leygonie
- 2016 : L'Invitation de Michaël Cohen
- 2017 : Monsieur et Madame Adelman de Nicolas Bedos
- 2017 : De plus belle d'Anne-Gaëlle Daval

## Distinctions

### Récompenses
- César 2002 : César du meilleur son pour Sur mes lèvres

### Nominations
- César 2014 : César du meilleur son pour Les Garçons et Guillaume, à table !